# 4. Wahlkreis der Franzosen im Ausland
Der Vierte Wahlkreis der Franzosen im Ausland (französisch quatrième circonscription des Français établis hors de France) ist ein Wahlkreis für französische Staatsbürger, die in Belgien, den Niederlanden oder Luxemburg wohnen. Er ist einer von elf Wahlkreisen, die jeweils einen Vertreter der im Ausland wohnenden Franzosen in die französische Nationalversammlung wählen.

## Gebiet des Wahlkreises
Der Wahlkreis ist flächenmäßig der zweitkleinste der elf Auslandswahlkreisen (nach dem sechsten) und umfasst die drei Benelux-Länder: Belgien, die Niederlande und Luxemburg. Im Gegensatz dazu ist er der zweitbevölkerungsreichste (nach dem Ersten): Am Neujahrstag 2011 waren 150.965 französische Wähler in diesem Wahlkreis registriert. Der größte Teil davon, 101.236, lebte in Belgien, dem Land mit der fünftgrößten Zahl an registrierten Franzosen weltweit.
Bei den französischen Parlamentswahlen 2012 wählte der Wahlkreis erstmals einen Abgeordneten.

## Abgeordnete
| Wahl | Abgeordneter | Abgeordneter             | Partei                  |
| ---- | ------------ | ------------------------ | ----------------------- |
| 2012 |              | Philip Cordery           | Parti socialiste        |
| 2017 |              | Pieyre-Alexandre Anglade | La République en marche |
| 2022 |              | Pieyre-Alexandre Anglade | La République en marche |
| 2024 |              | N/A                      | N/A                     |

## Wahlergebnisse

### Parlamentswahl 2022
| Kandidaten            | Kandidaten                      | Parteien                                                                | 1. Wahlgang | 1. Wahlgang | 2. Wahlgang | 2. Wahlgang |
| Kandidaten            | Kandidaten                      | Parteien                                                                | Stimmen     | %           | Stimmen     | %           |
| --------------------- | ------------------------------- | ----------------------------------------------------------------------- | ----------- | ----------- | ----------- | ----------- |
|                       | Pierre-Alexandre Angladegewählt | ENS – Ensemble ! (La République en marche)                              | 16.597      | 38,9        | 25.694      | 55,2        |
|                       | Cécilia Gondard                 | NUP – Nouvelle union populaire écologique et sociale (Parti socialiste) | 13.842      | 32,5        | 20.893      | 44,8        |
|                       | Geneviève Machicote             | LR – Les Républicains                                                   | 2.510       | 5,9         |             |             |
|                       | Marie-Josée Mabasi              | DVC – Unabh.                                                            | 2.244       | 5,3         |             |             |
|                       | Anne-Catherine Girard           | REC – Reconquête                                                        | 2.148       | 5,0         |             |             |
|                       | Cédric Deverchere               | DIV – Volt                                                              | 1.600       | 3,8         |             |             |
|                       | Emmanuelle Cuignet              | RN – Rassemblement National                                             | 1.402       | 3,3         |             |             |
|                       | Catherie Coutad                 | DVG – Mouvement républicain et citoyen                                  | 1.021       | 2,4         |             |             |
|                       | Valentin Thevenot               | DIV – Parti animaliste                                                  | 647         | 1,5         |             |             |
|                       | Gaëlle Cronel                   | DIV – Parti Pirate                                                      | 625         | 1,5         |             |             |
| Gesamt                | Gesamt                          | Gesamt                                                                  | 42.636      | 100         | 46.587      | 100         |
|                       |                                 |                                                                         |             |             |             |             |
| Leere Stimmzettel     | Leere Stimmzettel               | Leere Stimmzettel                                                       | 405         | 0,9         | 1.615       | 3,3         |
| Ungültige Stimmzettel | Ungültige Stimmzettel           | Ungültige Stimmzettel                                                   | 28          | 0,1         | 67          | 0,1         |
| Wähler                | Wähler                          | Wähler                                                                  | 43.069      | 29,1        | 48.269      | 32,6        |
| Wahlberechtigte       | Wahlberechtigte                 | Wahlberechtigte                                                         | 148.196     |             | 148.171     |             |

### Parlamentswahl 2024
| Kandidaten               | Kandidaten                      | Parteien                                        | 1. Wahlgang | 1. Wahlgang | 2. Wahlgang | 2. Wahlgang |
| Kandidaten               | Kandidaten                      | Parteien                                        | Stimmen     | %           | Stimmen     | %           |
| ------------------------ | ------------------------------- | ----------------------------------------------- | ----------- | ----------- | ----------- | ----------- |
|                          | Pieyre-Alexandre Angladegewählt | ENS – Ensemble pour la République (Renaissance) | 26.410      | 35,5        | 36.476      | 50,2        |
|                          | Cécilia Gondard                 | UG – Nouveau Front populaire (Parti socialiste) | 27.898      | 37,5        | 36.127      | 49,8        |
|                          | Charolette Beaufils             | RN – Rassemblement National                     | 6.736       | 9,0         |             |             |
|                          | Geneviene Machicote             | LR – Les Républicains                           | 4.604       | 6,2         |             |             |
|                          | Juliette de Causans             | DVC – Unabh.                                    | 4.318       | 5,8         |             |             |
|                          | Sacha Courtial                  | DVG – Volt                                      | 1.563       | 2,1         |             |             |
|                          | Patrick Brisset                 | DVD – Unabh.                                    | 1.492       | 2,0         |             |             |
|                          | Anne-Catherine Girard           | REC – Reconquête                                | 1.001       | 1,3         |             |             |
|                          | Aude Rossolini                  | DIV – Unabh.                                    | 463         | 0,6         |             |             |
| Gesamt                   | Gesamt                          | Gesamt                                          | 74.485      | 100         | 72.603      | 100         |
|                          |                                 |                                                 |             |             |             |             |
| Leere Stimmzettel        | Leere Stimmzettel               | Leere Stimmzettel                               | 713         | 0,9         | 3.609       | 4,7         |
| Ungültige Stimmzettel    | Ungültige Stimmzettel           | Ungültige Stimmzettel                           | 99          | 0,1         | 153         | 0,2         |
| Wähler                   | Wähler                          | Wähler                                          | 75.297      | 47,6        | 76.365      | 48,3        |
| Wahlberechtigte          | Wahlberechtigte                 | Wahlberechtigte                                 | 158.039     |             | 158.035     |             |
|                          |                                 |                                                 |             |             |             |             |
| Quelle: Innenministerium |                                 |                                                 |             |             |             |             |